# Kamado

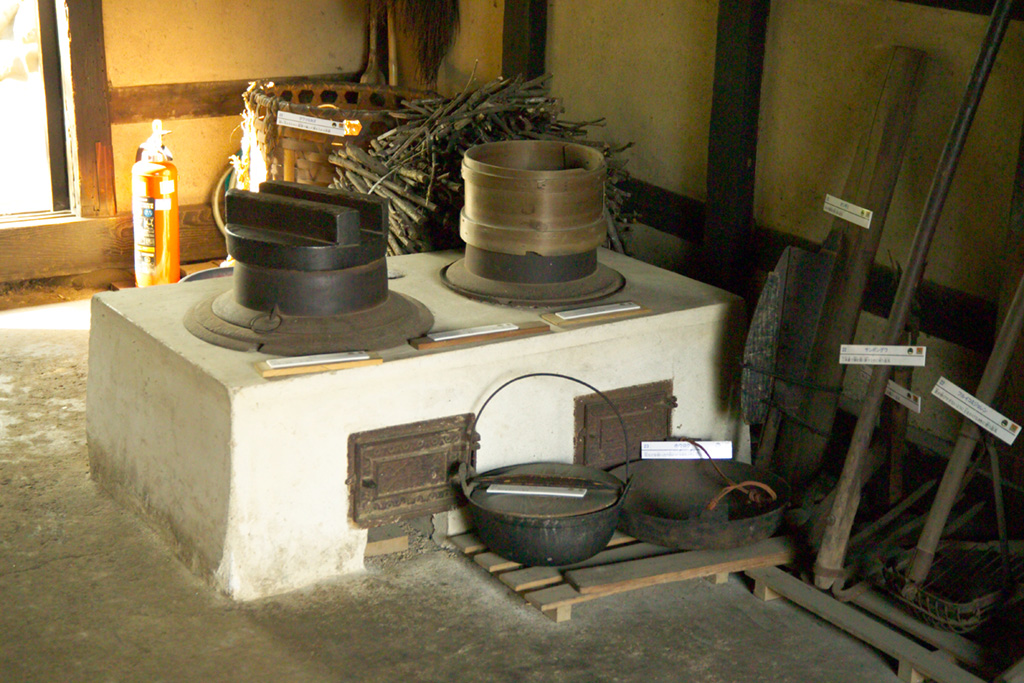
Un kamado tradicional o "竈" en un museu japonès

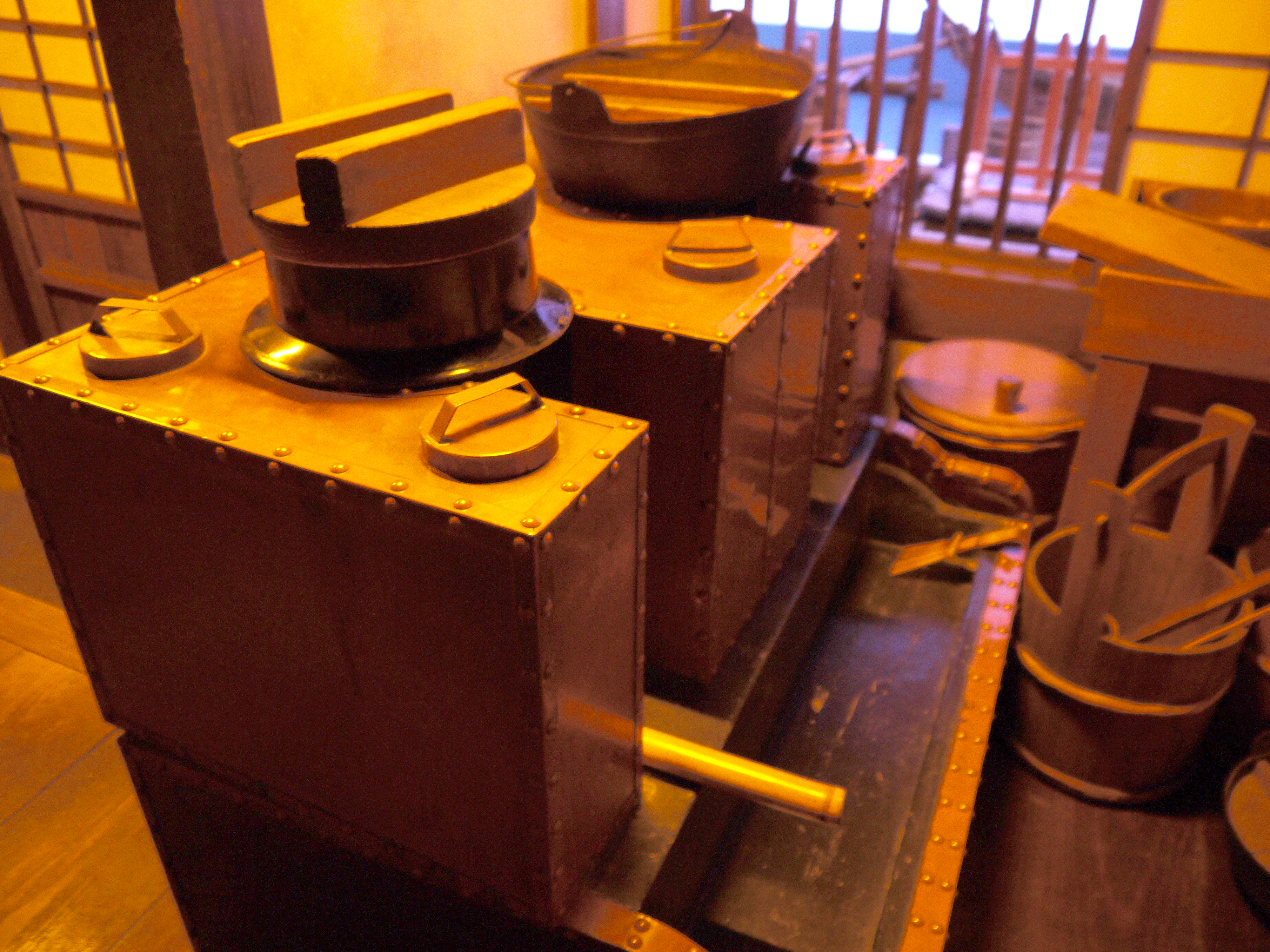
La cuina d'un mercader del caldera d'estufa o "竈" fet de coure (Museu Fukagawa Edo)

Un kamado (竈) és una estufa de cuina tradicional japonesa alimentada de fusta o carbó. El nom kamado és, de fet, la paraula japonesa per “estufa” o “fogons”. Literalment, significa “el lloc per la caldera”.
Un kamado portatil anomenat "mushikamado" va cridar l'atenció a americans després de la Segona Guerra Mundial i es pot trobar actualment als Estats Units d'Amèrica com a 'cuina estil Kamado' o graella. El mushikamado és una olla rodona d'argila amb una tapa separable també d'argila i era típicament utilitzada al sud del Japó.